# Tívoli
|  | Per a altres significats, vegeu «Tivoli». |

Tivoli, antiga Tibur, és una ciutat del Laci, a Itàlia, que pertany a l'àrea administrativa anomenada ciutat metropolitana de Roma Capital, amb uns 80.000 habitants. Està a la riba esquerra del riu Aniene (antic Anio) al nord-est de Roma. El nom de Tívoli està associat a molts fets històrics, va ser residencia de personatges de renom, entre els quals l'emperador Hadrià, que preferí governar des d'aquí al palau del Palatí. Actualment és un lloc molt visitat per les seves vil·les, especialment la vil·la d'Este, que va ser model de jardí a tot Europa; però també per les restes arqueològiques d'època romana.

## Localització
El seu nom llatí Tibur o Tiburis va originar l'actual. Estava a un costat de l'anomenat Mont Ripoli i s'estenia des l'Aniene (Anio) fins al Mont Catillo, a la part nord del riu, on es formava una famosa cascada, si bé la ciutat era principalment a la part sud i quedava rodejada pel riu. La topografia de la zona va canviar després del desastre natural del 105, esmentat per Plini el vell, quan el riu es va emportar les roques i muntanyes i les cases. Una altra cascada destacada era la de Cascatelle, a l'oest de la ciutat.
A la seva rodalia, entre altres productes, s'extreu un tipus de pedra anomenada marbre travertí, que fou molt usada a Roma; encara existeixen restes de les antigues pedreres; el Coliseu i la Basílica de Sant Pere de Roma estan fetes d'aquest material. Les aigües sulfuroses que hi brollen van fer que fos un lloc escollit per construir-hi residències de descans. En el seu paisatge natural destaca l'anomenada vil·la Gregoriana, que és un parc situat on el 1830 el papa Gregori XVI va fer una canalització per evitar el perill d'inundacions, la qual va produir un salt d'aigua de 180 m, anomenat Gran Cascata.

## Història
Fou fundada abans que Roma, suposadament segons Dionís d'Halicarnàs pels sículs, que segons aquest autor venien liderats per Tiburn (o Tiburt), i els germans d'aquest, Coras i Catil II, fills de Catil I i nets d'Amfiarau, profeta que hauria viscut uns cent anys abans de la guerra de Troia, els quals havien estat expulsats de Tebes. Tiburn hauria donat el seu nom a la ciutat.
La primitiva ciutat tenia un territori reduït. Empulum (actual Ampiglione) a uns 6 km, i Sassula a uns 10 km, li pertanyien (ambdues en direcció nord-est, a la vall di Siciliano) i segurament alguna més. Tibur era, segons Plini, una ciutat sabina i feia frontera amb altres territoris sabins probablement per l'Aniene que fou elegit com a límit per August, però segons Tàcit la ciutat de Sublaqueum (moderna Subiaco), més enllà del riu, també pertanyia a Tibur.

### Aliats dels gals i enemics de Roma
La primera vegada que s'esmenta a la història és el 446 aC quan Appi Claudi, un dels decemvir, s'hi va exiliar. El 357 aC els tiburtins van tancar les portes als consols romans C. Sulpicius i C. Licinius Calvus, que tornaven d'una victoriosa expedició contra els hèrnics, i això fou aprofitat per Roma per declarar la guerra. Les hostilitats van durar fins a la invasió dels gals, quan es va acordar una treva temporal. Els gals van creuar l'Aniene i van entrar en territori romà amb l'ajut dels tiburtins. Rebutjats per Manli Torquat, el cònsol C. Peteli fou enviat contra Tibur l'any següent, però els gals van tornar i van ajudar els tiburtins. Davant d'aquesta emergència Q. Servili Ahala fou nomenat dictador de Roma; els gals van tornar a avançar contra la ciutat i una gran batalla es va lliurar a Porta Col·lina a la vista del poble; els gals foren derrotats i van fugir a Tibur on es van refugiar. Allí foren atacats pel cònsol Peteli i expulsats de la ciutat junt amb la població local. Peteli va rebre els honors del triomf, però els tiburtins van tornar a la ciutat i van al·legar que els romans no els havien guanyat en una batalla noble a camp obert; l'any següent els tiburtins van atacar Roma de nit però foren rebutjats pels exèrcits romans, els quals van sortir a contraatacar per diferents portes. La guerra va continuar uns quants anys. El 350 aC el cònsol M. Popil·li va devastar el territori de Tibur i el 349 aC Valeri Publícola va ocupar Empulum. El 348 aC M. Fabi Ambust va ocupar Sassula, i llavors Tibur, que ja havia perdut tot el seu territori, es va sotmetre. Fabi va obtenir els honors del triomf.

### Amb la Lliga Llatina contra Roma
No gaire anys després el tiburtins es van unir a la Lliga llatina contra Roma, i quan la lliga fou derrotada, es van aliar a Praeneste i Velitres en la defensa de Pèdum. El 335 aC foren completament derrotats pel cònsol L. Furi Camil, sota les muralles de Pèdum i, rebutjant una sortida dels defensors, la va prendre escalant les muralles. Així, tot el Latium va quedar dominat i Tibur ja no va tornar a aixecar-se contra Roma. Camil va obtenir els honors del triomf i una estàtua eqüestre al fòrum (honor poc freqüent a l'època). Seguidament el senatconsult que va decidir la sort del Latium, va tractar durament a Tibur, Praeneste i sobretot Velitres, ciutats que havien estat aliades dels gals; part del seu territori fou annexionat i no van ser admesos a la franquícia romana com la resta.
Van continuar com a nominals ciutats independents i els romans podien anar-hi a l'exili com va passar el 310 aC quan els tubicins s'hi van refugiar fugint dels censors que els havien pres els diners que ells dedicaven al temple de Júpiter; aquest exili va impedir sacrificis i altres cerimònies que no es podien fer sense ells. Roma va enviar ambaixadors a Tibur demanant el retorn dels fugitius però la nominal independència de la ciutat no fou posada en qüestió. Els tiburtins van considerar prudent cooperar, però no directament sinó que van emborratxar els tubicins i, mentre dormien, els van enviar a Roma. Tibur va gaudir d'un dret d'asil que es va exercir durant la república (Cinna es va refugiar a Tibur després de la mort de Cèsar).
El 201 aC va morir a la ciutat el rei Sifax de Numídia, dos anys després de ser capturat.
Durant la guerra social es creu, per una inscripció, que Tibur fou admesa a la franquícia romana junt amb altres ciutats llatines i etrusques i va deixar de ser nominalment independent. Si Tibur va ser admesa abans de la guerra civil de Gai Mari i Sul·la, aquest darrer segurament li va privar quan ho va fer amb la resta de municipalitats menys Anàgnia, però segurament la va recuperar a la caiguda del dictador.

### Època imperial
Octavi August es va apoderar del tresor del temple d'Hèrcules que hi havia a Tívoli, durant la seva guerra contra Marc Antoni, la mateixa sort que van córrer altres temples de Roma i rodalia.
Durant l'imperi, la reina Zenòbia va viure a la ciutat després del seu destronament.
Ja no es tenen més notícies fins al segle VI durant l'anomenada guerra gòtica, quan, assetjada Roma per Vitigès, Belisari va situar una força de 500 homes a Tibur, i després hi va establir una guarnició formada per muntanyesos isauris. Durant el regnat de Tòtila, successor de Vitigès, un grup de tiburtins va introduir els gots a la ciutat aprofitant la nit, els isauris van fugir i els gots van fer una matança a la ciutat. Gran part dels edificis van resultar destruïts; Tòtila es va retirar a la ciutat després de ser rebutjat a Roma, i va reconstruir-hi la fortalesa.

### Del renaixement a l'era moderna
Des de l'edat mitjana Tívoli fou seu episcopal  i va estar fortament implicada en les guerres feudals. Sempre gelosa de mantenir la independència, però amb estreta relació amb els barons romans i el feu benedictí que era la veïna Subiaco. Per escapar del domini papal, es va aliar amb els gibel·lins; però no van poder evitar dividir-se en faccions dins la mateixa ciutat i de sortir perjudicats de la rivalitat entre els potentats romans, com ara els Colonna i els Orsini.
Al segle xv, Tívoli va recaure dins el patrimoni dels Estats Pontificis. El 1550 fou nomenat governador de Tívoli el cardenal Hipòlit II d'Este, que va fer-se construir una luxosa vil·la. Aquesta obra va ser continuada pel seu successor i nebot, cardenal Luigi d'Este i el cardenal Alessandro d'Este.
Des de l'edat mitjana va haver a Tívoli una comunitat hebrea.
En el període de la reunificació italiana, el 1867 a la ciutat s'hi va establir la 1a brigada de voluntaris comandats pel coronel Luigi Pianciani, per l'alliberament de Roma.

## Geografia actual
Queden algunes restes de l'antiga ciutat que permeten saber la seva extensió. Dos temples, el de Sibil·la i el de Drusil·la, són al barri anomenat Castro Vetere; queden també restes de les muralles i de la porta cap a Roma. Des de l'església de l'Anunziata cap a l'anomenada Vil·la d'Este fins a la porta de la Santa Croce es troba la ciutadella que fou construïda per Pius II al lloc de l'antic amfiteatre. Sobre l'Aniene hi havia dos ponts. Des de l'església de Sant Climent (fora de l'antiga ciutat) fins a la de Sant Vicenzo (dins la ciutat) hi ha restes de banys. La porta de Sant Joan és molt més moderna i té, a prop de l'església de Sant Bartolommeo, les restes d'un sepulcre imperial.
El pont de San Martino és relativament modern. Queden restes de la porta Romana o del Colle, del temps de Sul·la. Els noms de les portes no es coneixen, excepte la porta Reatina, on començava l'aqüeducte Anio Vetus.
També cal esmentar menors restes dels temples d'Hèrcules, Vesta i Tussis (aquest darrer fora de la ciutat, a la via Constantiniana i que fou usat a l'edat mitjana com a església), i de les vil·les de Mecenàs i Var entre d'altres. Molt poques restes més es conserven, i només cal esmentar algun opus reticulatum et lateritium, prop de l'església de Santa Andrea amb algunes columnes corínties i el pedestal de l'estàtua de Furius Maecius Graccus amb una inscripció que fa creure que va participar en l'embelliment dels banys i, per tant, els banys termals ja eren allí. Se sap que el fòrum era proper a la catedral i ocupava el lloc de la Piazza dell'Ormo. El cripto-pòrtic es diu ara Porto di Ercole i és al carrer del Poggio. Hèrcules era el principal deu. A la ciutat hi havia també un oracle. Fora de les ciutats hi ha restes dels aqüeductes del Anio Vetus, Aqua Marcia, i Aqua Clàudia. Les ruïnes de la sumptuosa Vil·la d'Hadrià és a uns 3 km al sud de la ciutat. Una altra vil·la important és la de la gens Càssia, al barri avui anomenat Carsiano (corrupció de Cassianum, que és el nom que la gens Càssia duia al segle x), residència esplendorosa amb moltes estàtues, algunes de les quals foren comprades per Pius VI i ara adornen el Vaticà.

## Economia
Els cultius tradicionals són l'olivera i la vinya. L'abundància d'aigua i la força amb què baixa l'Aniene ha propiciat la instal·lació d'indústria i d'una plantes de producció d'energia elèctrica. El 1882 va ser la primera ciutat italiana il·luminada amb electricitat. La fabricació de paper i cartró és la més destacada indústria i en segon lloc la de neumàtics (Pirelli).

## Fills il·lustres
- Emilio Gino Segrè (1905 - 1989) físic, Premi Nobel de Física de l'any 1959.